# Eliseo l'Armeno
Eliseo l'Armeno (410 – 475) è stato uno scrittore armeno, chiamato dagli armeni Yeghishe Vardapet.

## Biografia
Secondo le fonti antiche e medievali che tanto hanno fatto discutere gli storici, Eliseo fu uno dei più giovani allievi di Isacco di Armenia e di Mesrop Mashtots, l'inventore dell'alfabeto armeno. Nel 434, insieme a molti altri studenti, fu inviato ad Alessandria per studiare greco, siriaco e arti liberali. Ritornò in Armenia nel 441 e si arruolò nel servizio militare, in qualità di soldato o di segretario per lo Sparapet Vardan Mamikonian. Partecipò alla guerra per l'indipendenza religiosa (449-451) contro il re persiano Yazdegerd II.
In seguito alla sconfitta armena nella battaglia di Avarayr Eliseo lasciò la vita militare, divenne eremita e si ritirò nelle montagne a sud del Lago di Van (Rshtunik'). Nel 464-465 il sacerdote Davide Mamikonian gli chiese di scrivere la storia degli eventi precedenti e seguenti la battaglia di Avarayr. Dopo la sua morte le sue spoglia vennero rimosse e portate al monastero di Surb Astvatsatsin, situato lungo la riva del Lago di Van. Tutte le antiche personalità indicano Eliseo come Vardapet (dottore della Chiesa).
A cominciare da Babgen Kulaserian nel 1909 e da Padre Nerses Akinian, membro dell'ordine mechitarista, negli anni '30, la datazione dell'opera di Eliseo è stata messa in dubbio e spostata in avanti di un secolo o due. Una questione posta in discussione è stata sostenuta basandosi sul fatto che la traduzione armena dell'opera di Filone di Alessandria, usata da Eliseo, non fu compiuta fino all'incirca al 600. Tuttavia tale traduzione fu svolta durante il primo periodo "ellenicizzante" dell'età dell'oro della letteratura armena (V secolo). Gli esperti sostengono che né la datazione della fase ellenicizzante, né la presenza di un lessico ellenicizzante, siano necessariamente dipendenti dalla datazione di Eliseo. Inoltre non esistono paralleli verbali letterari tra i due autori, dato che Eliseo tradusse l'opera di Filone direttamente dall'originale greco all'armeno.
Un'altra questione usata per sostenere la datazione posteriore è stata l'asserzione che, dati i paralleli, la Storia di Vardan di Eliseo altro non sia che un adattamento della Storia dell'Armenia di Lazzaro di Parp, storico armeno del tardo V secolo. Tuttavia Lazzaro fornisce un resoconto spassionato ed analitico della storia dell'Armenia dal tardo IV secolo alla propria epoca, nel quale la battaglia di Avarayr figura come un semplice episodio tra i tanti riportati dalla sua opera. L'obiettivo di Eliseo, invece, fu quello di rendere immortale il "valore celestiale" degli armeni e di "fornire conforto agli amici, speranza agli speranzosi, ed incoraggiamento ai coraggiosi". Al contrario di Lazzaro, Eliseo ci fornisce i nomi individuali delle fortezze, e dimostra una conoscenza da esperto nelle tattiche militari usate da armeni e persiani durante la battaglia, indicando che egli fu "presente nelle vicinanze degli eventi". Anche la sua comprensione dei costumi delle dottrine zoroastriana e zurvanita è molto dettagliata e superiore a quella di Lazzaro. Inoltre è completa l'assenza da parte di Eliseo di ogni riferimento al concilio di Calcedonia (451) e alle sue conseguenti conclusioni teologiche, che portarono alla completa rottura delle relazioni tra la Chiesa greco-ortodossa e la Chiesa apostolica armena, rese definitive dopo il successivo concilio di Dvin del 506. Tutto ciò ha contribuito al respingimento, da parte degli esperti, di una datazione posteriore.

## Opere

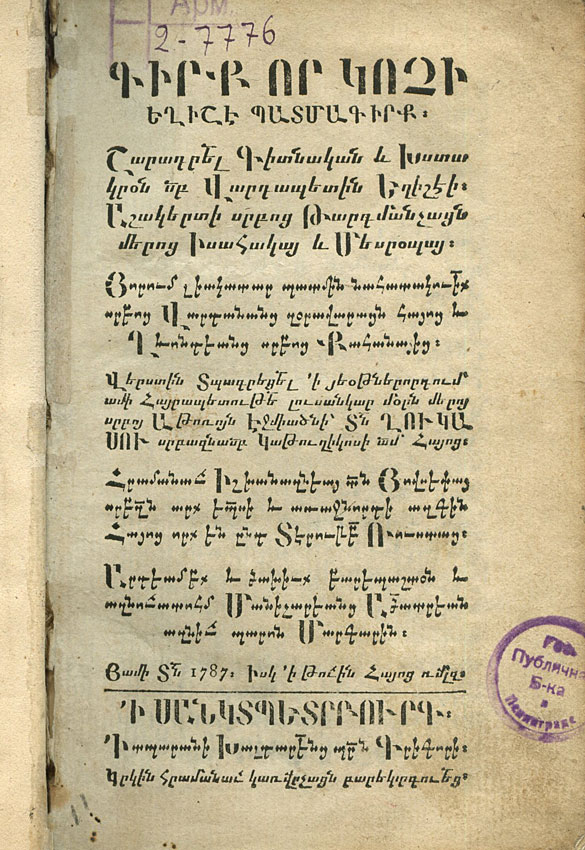
Copia a stampa della "Storia" di Eliseo, 1787

- Storia di Vardan e della guerra armena, (scritta) su richiesta di Davide Mamikonian

È senz'altro la sua opera più conosciuta. Definita dall'autore "Hishatakaran" ("memoriale" o "ricollezione", piuttosto che un normale libro di storia), narra la lotta degli armeni, alleati con gli iberi e gli albani, accomunati dalla stessa fede, contro i persiani (449-451). Le due parti videro nella religione un simbolo d'identità nazionale: gli armeni erano determinati nel mantenere il cristianesimo, mentre i persiani tentavano di forzare la reintroduzione dello zoroastrismo. Nelle parole dello stesso autore, Eliseo scrisse quest'opera per riprovare i propri peccati, cosicché chiunque senta e conosca getti maledizioni su di lui e non apprezzamenti dopo le sue vicende.
L'opera è considerata un capolavoro della letteratura armena classica, ed è quasi per intero indenne da parole ed espressioni copiate dalla lingua greca.
Il più antico manoscritto sopravvissuto della Storia risale al 1174.
Tra le altre opere di Eliseo abbiamo: 
- Una Esortazione ai monaci.
- Uno scritto Sulla trasfigurazione.
- Una Omelia sulla Passione del Signore.
- Alcuni commentari biblici.
- Un'opera Sulla risurrezione di Lazzaro. Attribuita dalla tradizione a Mambrē Vercanol; ma studi dettagliati sullo stile e la lingua dell'autore hanno invece assegnato l'opera ad Eliseo.
- Un'opera Domande e risposte sulla Genesi, sulla quale sussistono dubbi di attribuzione.

### Edizioni moderne
La prima traduzione completa è probabilmente quella in italiano eseguita da G. Cappelletti pubblicata a Venezia nel 1840.
In precedenza venne pubblicata una traduzione in inglese nel 1830, ma incompleta.
La prima traduzione in francese, completa, è del 1869.

### Edizioni contemporanee
Il filologo armeno Yervand Terminassian ha pubblicato nel 1957 uno studio ed edizione critica dei testi, considerata una pietra miliare nel campo.
Un'edizione moderna e completa in inglese è stata eseguita da Robert W. Thomson nel 1982.

### Edizioni contemporanee in italiano
- Ełišē, Storia di Vardan e dei martiri armeni, a cura di Riccardo Pane, collana "Testi patristici", Roma, Città Nuova, 2005, ISBN 88-311-3182-6
- Eliseo l'Armeno, Commento a Giosuè e Giudici, a cura di Riccardo Pane, Bologna, Edizioni Studio Domenicano, 2009, ISBN 978-88-7094-692-5
- Eliseo l'Armeno, Sulla passione, morte e risurrezione del Signore, Bologna, Edizioni Studio Domenicano, 2010, ISBN 978-88-7094-695-6
- Eliseo l'Armeno, Omelie e scritti teologici, Bologna, Edizioni Studio Domenicano, 2018, ISBN 978-88-7094-963-6
- Eliseo l'Armeno, Storia di Vardan e compagni armeni, Edizioni Studio Domenicano, 2022, ISBN 978-88-5545-043-0
- Eliseo l'Armeno, Commento a Genesi, Bologna, Edizioni Studio Domenicano (In preparazione)

## Galleria d'immagini

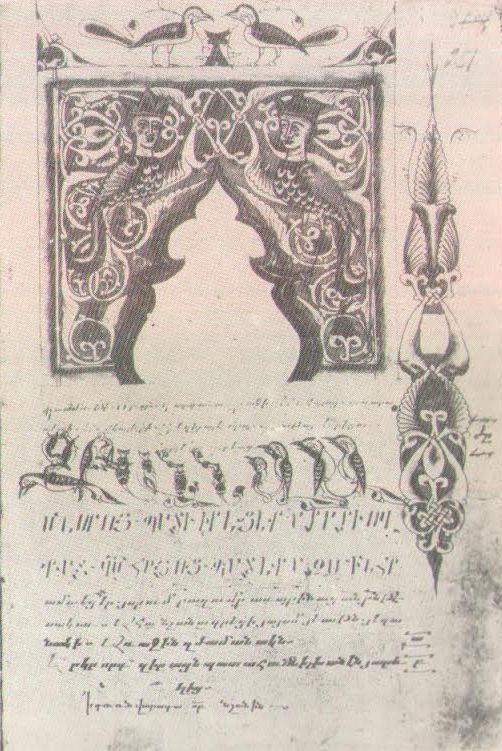
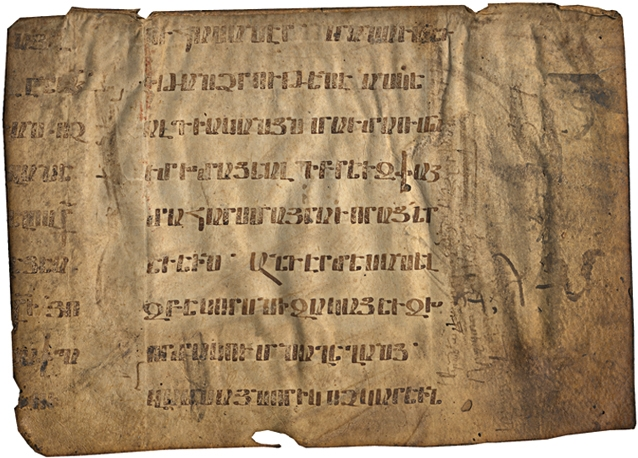
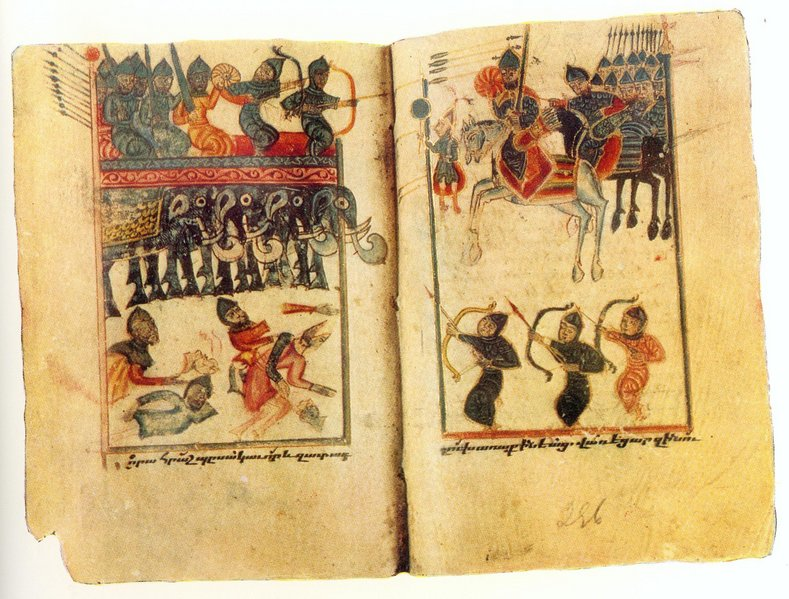
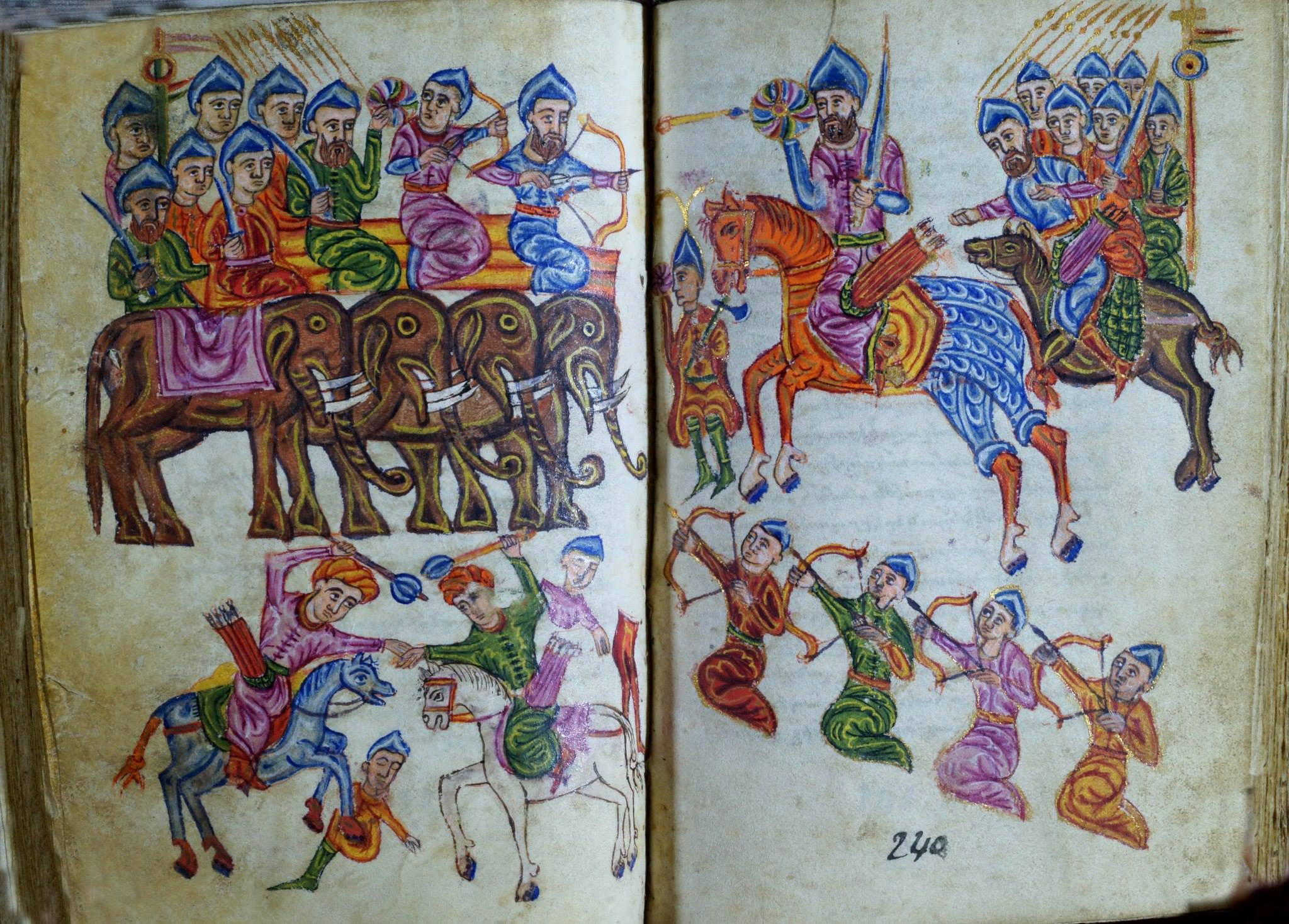
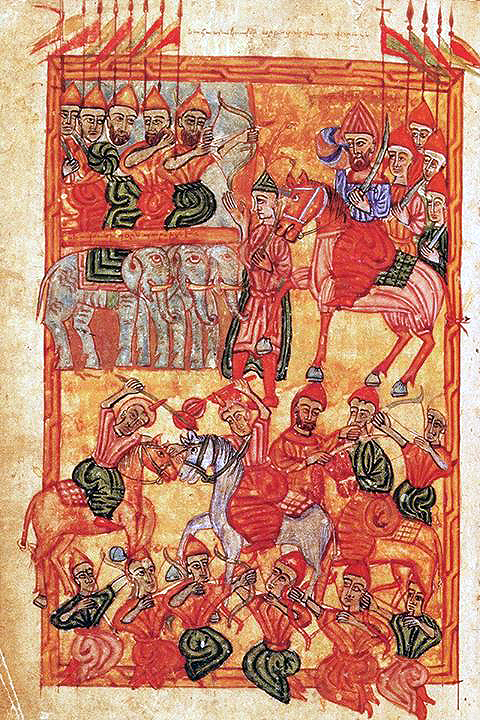